# École du génie militaire des Forces canadiennes
L'École du génie militaire des Forces canadiennes (ÉGMFC) est chargée de donner les cours portant sur le génie de campagne, le génie de construction et le génie d'aérodrome aux membres de tous les métiers des Forces canadiennes.